# Джамбакуриан-Орбелиани, Григорий Дмитриевич
Князь Григо́рий Дми́триевич (Григо́л Зура́бович) Джамбакуриан-Орбелиа́ни (2 октября 1804 — 21 марта 1883) — генерал от инфантерии (30 августа 1862) русской императорской армии, герой Кавказской войны. Грузинский поэт.

## Биография
Родился 2 октября 1804 года в Тифлисе, происходил из древнего грузинского княжеского рода. Сын князя Дмитрия Николаевича Орбелиани (1766—1827), начальника тифлисской таможни.
Окончил Благородное училище в Тифлисе и 21 ноября 1816 года поступил на военную службу юнкером в 21-ю артиллерийскую бригаду. 11 марта 1817 г. произведён в портупей-юнкеры и 29 сентября 1820 г. был переведён с переименованием в портупей-прапорщики в Грузинский гренадерский полк. Весной 1822 года участвовал в экспедиции для подавления выступления джарцев.
Произведённый 19 августа 1825 г. в подпоручики, Джамбакуриан-Орбелиани в составе своего полка участвовал в войне с Персией и находился в отряде генерал-майора графа И. И. Симонича, прикрывая отступление войск к Тифлису принимал участие в бою у Наусского поста.
В сентябре 1826 был под началом князя В. Г. Мадатова в сражении с персами при Шамхоре, в октябре-ноябре — в экспедиции за р. Аракс. В 1827 г. следовал в авангарде К. Х. Бенкендорфа до Эчмиадзина и затем принимал, находясь в отряде барона А. А. Фредерикса, участие в осаде Эривани, во время которой был командирован к генерал-лейтенанту графу П. П. Сухтелену и был при взятии Сардар-Абада. Вернувшись к осадному корпусу под Эривань, принял участие во взятии последней. За отличие во время персидской кампании был награждён 27 января 1827 г. орденом св. Анны 4-й степени и 12 января 1828 г. произведён в поручики.
По заключении мира с Персией началась война с Турцией. При осаде Карса Джамбакуриан-Орбелиани был в штурмовой колонне Н. Н. Муравьёва и среди первых поднялся на верки (опорные пункты — форты, бастионы) крепости. После взятия Карса, по-прежнему находясь под началом Н. Н. Муравьёва, участвовал в рекогносцировке и взятии Ахалкалаки. Затем был под началом барона Д. Е. Остен-Сакена и штурмовал крепости Хертвиси и Ахалцих; за особое отличие при штурме Ахалциха 21 апреля 1829 г. он был награждён орденом св. Владимира 4-й степени с бантом.
По окончании военных действий Джамбакуриан-Орбелиани недолго состоял при военно-пограничном начальнике Кахетии князе А. Г. Чавчавадзе и был командирован к князю И. Ф. Паскевичу, под началом которого принял участие в экспедиции против джарских и белоканских аварцев и разрушении аула Закаталы.
Активный участник заговора грузинского дворянства 1832 года. После раскрытия заговора был приговорён к ссылке на три года. После ссылки был переведён на службу сперва в Образцовый, а потом — в Невский пехотный полк; 8 сентября 1836 г. произведён в штабс-капитаны.
На Кавказ Джабмакуриан-Орбелиани вернулся лишь в 1838 г., где снова был определён в Грузинский гренадерский полк. В кампанию 1839 г. был в экспедиции генерал-майора А. М. Симборского в Шекинской провинции и за отличие 18 января 1840 г. получил чин капитана. В этом же году был в походе под началом князя И. М. Андроникова. 25 июня за отличие против горцев был произведён в майоры и в осенней кампании находился в отряде князя М. З. Аргутинского-Долгорукого под Озургетами. В 1844 г. был командирован в 5-й пехотный корпус и под началом генерала от инфантерии А. Н. Лидерса был в многочисленных стычках с горцами. С мая 1844 по июнь 1847 гг. состоял при генерал-майоре Шамхале Тарковском и неоднократно был с особыми поручениями командирован в боевые отряды к генерал-майорам М. Ф. Кудашеву и И. М. Лабынцеву. 8 июля 1844 г. получил чин подполковника и 14 января 1846 г. — полковника.
В кампанию 1847 г. Джамбакуриан-Орбелиани участвовал в штурме Гергебиля и с 14 июля он командовал Апшеронским пехотным полком. В 1848 г. князь Арутинский-Долгоруков повторно штурмовал Гергебиль, Апшеронский полк в этой экспедиции сыграл одну из ведущих ролей и за боевые отличия Джамбакуриан-Орбелиани был произведён 6 декабря 1848 г. в генерал-майоры. 29 марта 1850 г. он был назначен командиром 1-й бригады 21-й пехотной дивизии, а с конца 1850 г. управлял Джаро-Белоканской областью и был начальником Лезгинской линии.
В 1853 г., располагая всего 7 батальонами пехоты, 5 сотнями и 6 горными орудиями, Джамбакуриан-Орбелиани рядом искусных мер и энергичных, действий отразил скопища Шамиля, вторгшиеся в Джаро-Белоканскую область, освободил осаждённую ими крепость Закаталы и нанёс горцам ряд поражений: у Закатал (25 августа), у с. Балакен (27 августа) и у с. Чардахлы (2 сентября). 3 октября этого же года за отличие Джамбакуриан-Орбелиани был произведён в генерал-лейтенанты и 4 апреля 1855 г. назначен командующим войсками в Прикаспийском крае, 10 ноября 1857 г. — пожалован в генерал-адъютанты к Его Императорскому Величеству, а в 1859 г. был назначен председателем совета при наместнике Его Императорского Величества на Кавказе. С тех пор имя Джамбакуриан-Орбелиани было тесно связано с установлением нового гражданского порядка в Закавказье (как сказано в Высочайшем рескрипте, данном князю в 1871 г.). В 1860 г. он был назначен Тифлисским генерал-губернатором, 30 августа 1862 г. произведён в генералы от инфантерии, 28 октября 1866 г. был назначен членом Государственного совета, а 21 сентября 1871 г. награждён орденом св. Андрея Первозванного.
Среди прочих наград имел золотую шашку с алмазами и надписью «За храбрость» (3 октября 1857 г., за отличие в делах против горцев) и ордена св. Станислава 2-й степени (8 мая 1842 г., за кампанию 1840 г.), св. Анны 2-й степени (20 февраля 1846 г., императорская корона к этому ордену пожалована 3 марта 1848 г.), св. Владимира 3-й степени (25 марта 1847 г.), св. Станислава 1-й степени (1 сентября 1849 г.), св. Анны 1-й степени (18 июля 1851 г., за постройку укрепления Лучекское; императорская корона пожалована 21 марта 1853 г.), св. Георгия 4-й степени (26 ноября 1854 г., за выслугу 25 лет в офицерских чинах), св. Владимира 2-й степени (10 сентября 1856 г.), Белого Орла (8 сентября 1859 г.), св. Александра Невского (30 августа 1861 г., алмазные знаки получил 20 июля 1864 г.), св. Владимира 1-й степени (1 января 1879 г., «во внимание к важным заслугам и полезному его содействию во всех мероприятиях по устройству населения Кавказского и Закавказского края»).
Умер 21 марта 1883 года в Тифлисе, похоронен в Кашветской Георгиевской церкви.

## Творчество
Джамбакуриан-Орбелиани был одним из лучших грузинских поэтов XIX века. «Он написал немного, но многое», — как говорили римляне. Его стихи отдельным изданием были напечатаны только в советское время: в Тбилиси в 1939 и 1947 гг. и в Москве в 1949 г.
В своём поэтическом творчестве Григорий Орбелиани часто обращался к теме патриотизма, воспевая прошлое Грузии, и идеализируя его (например «Заздравный тост, или Пир после Ереванской битвы»). Патриотическая тема сливается в этом произведении с темами возвышенной любви и дружбы. Его произведения проникнуты светлым, оптимистическим восприятием мира. Фрагмент его стихов включён в современный гимн Грузии.
Известны его переводы на грузинский язык произведений А. С. Пушкина, М. Ю. Лермонтова, И. А. Крылова. Также он перевёл «Исповедь Наливайки» К. Ф. Рылеева. С 11 января 1852 г. он был действительным членом Кавказского отделения Русского географического общества и с 1867 г. — почётным президентом Грузинского дворянского банка.
Литературная полемика 1860-х между литературными традиционалистами и молодыми шестидесятниками-«тергдалеулеби», начатая стихотворением Григория Орбелиани «Ответ сынам», содержавшего упрёк молодёжи в неблагодарности, безнравственности и безбожии, привела его к конфликту с молодым публицистом Ильёй Чавчавадзе. В публикации Чавчавадзе «Ответ на ответ», содержалось в числе прочего прямое обвинение в продаже родины и языка в обмен на ордена и титулы, что могло быть очень тяжело воспринято Орбелиани, участвовавшим в молодости в заговоре 1832 года, но позже отважно воевавшим и абсолютно лояльным империи.